# Estació de Camallera
Camallera és una estació de ferrocarril propietat d'adif situada a l'est de la població de Camallera, al municipi de Saus, Camallera i Llampaies a la comarca de l'Alt Empordà. L'estació es troba a la línia Barcelona-Girona-Portbou i hi tenen parada trens de la línia regional R11 i de la línia de rodalia RG1 de Rodalies de Catalunya, operats per Renfe Operadora.
Aquesta estació de la línia de Girona va entrar en servei l'any 1877 quan va entrar en servei el tram construït per la Companyia dels Ferrocarrils de Tarragona a Barcelona i França (TBF) entre Girona i Figueres.
L'any 2016 va registrar l'entrada de 20.000 passatgers.

## Serveis ferroviaris
| Procedència/Destinació                     | <                   | Línia | >                     | Procedència/Destinació                 |
| ------------------------------------------ | ------------------- | ----- | --------------------- | -------------------------------------- |
| Rodalia de Girona                          |                     |       |                       |                                        |
| L'Hospitalet de Llobregat                  | Sant Jordi Desvalls |       | Sant Miquel de Fluvià | Figueres Portbou                       |
| Serveis regionals de Rodalies de Catalunya |                     |       |                       |                                        |
| Barcelona-Sants                            | Sant Jordi Desvalls |       | Sant Miquel de Fluvià | Figueres Portbou Cervera de la Marenda |